# System prewencji wykorzystania seksualnego w Kościele katolickim w Polsce

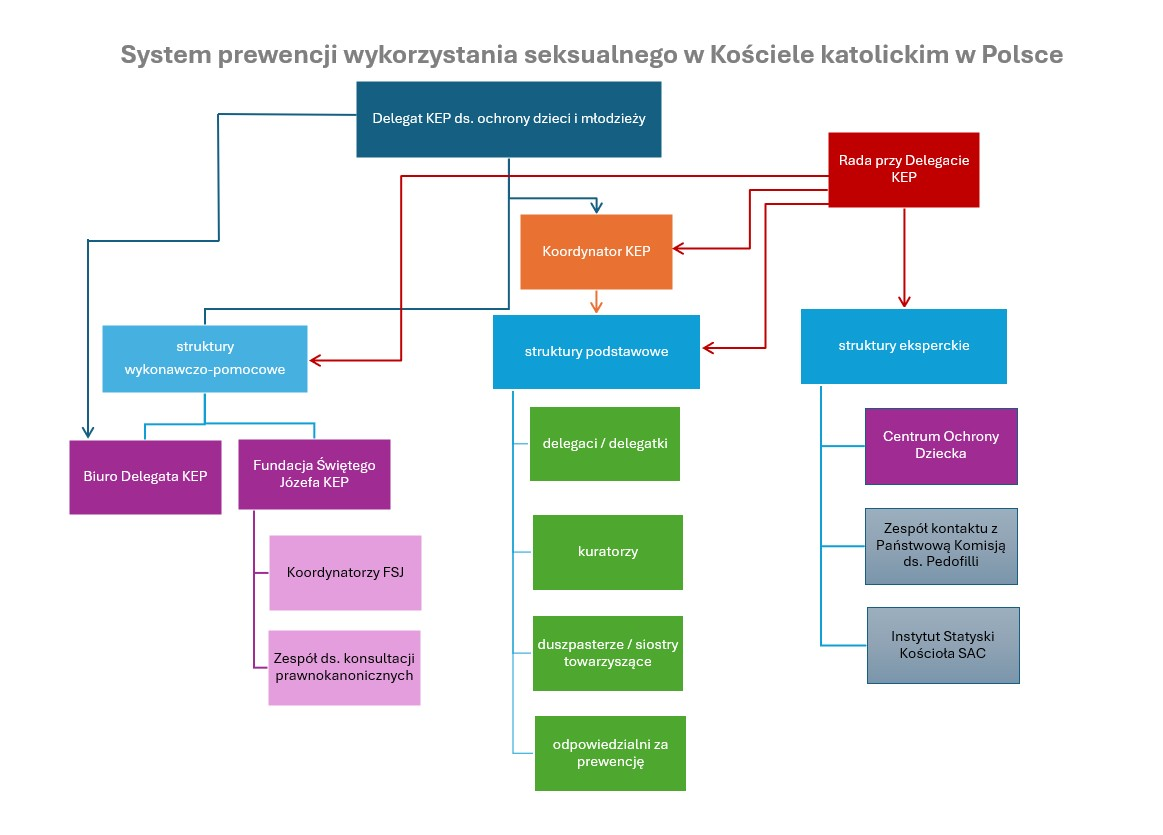
System prewencji wykorzystania seksualnego w Kościele katolickim w Polsce

System prewencji wykorzystania seksualnego w Kościele katolickim w Polsce – kompleksowy system zapobiegania wykorzystaniu seksualnemu w środowisku kościelnym, adekwatnego reagowania oraz pomocy osobom pokrzywdzonym, wypracowany przez Kościół katolicki w Polsce.

## Geneza i kształtowanie systemu
W konsekwencji kryzysu związanego z ujawnieniem przypadków nieadekwatnego reagowania na przestępstwa seksualne duchownych wobec małoletnich Episkopat Polski w 2013 powołał o. Adama Żaka SJ na koordynatora KEP ds. ochrony dzieci i młodzieży.  Dzięki zainicjowanym przez niego działaniom, w Kościele w Polsce wypracowany został całościowy system ochrony małoletnich i bezbronnych oraz pomocy pokrzywdzonym wykorzystaniem seksualnym.
Profilaktyka wykorzystania seksualnego w Kościele obejmuje zarówno reagowanie na sytuacje, w których dochodzi do krzywdzenia osób małoletnich i bezbronnych lub gdy ujawniane są przypadki wykorzystania seksualnego w przeszłości, jak również udzielenie pomocy osobom skrzywdzonym i ich najbliższym (tzw. profilaktyka interwencyjna), a także obejmuje wszelkie działania zapobiegające ewentualnemu krzywdzeniu osób małoletnich i bezbronnych (tzw. profilaktyka uniwersalna).
W tym celu opracowane zostały przez Episkopat Polski procedury w przypadku zaistnienia wykorzystania seksualnego lub niewłaściwych zachowań (Wytyczne dotyczące wstępnego dochodzenia kanonicznego w przypadku oskarżeń duchownych o czyny przeciwko szóstemu przykazaniu Dekalogu z osobą niepełnoletnią poniżej osiemnastego roku życia), a także został ustanowiony stabilny system zgłoszeń i pomocy osobom skrzywdzonym i ich najbliższym, za który odpowiadają ustanowieni w diecezjach i zgromadzeniach zakonnych delegaci ds. ochrony dzieci i młodzieży.

## Organizacja systemu
Podstawowym elementem systemu ochrony małoletnich i pomocy pokrzywdzonym wykorzystaniem seksualnym są struktury lokalne, działające na poziomie diecezji i jurysdykcji zakonnych, gdzie przyjmowane są osoby pokrzywdzone. Tam uruchamiane są przewidziane prawem działania i pomoc. Na poziomie ogólnopolskim działają w Kościele: Centrum Ochrony Dziecka oraz Fundacja Świętego Józefa KEP. Nadzór nad systemem  prewencji wykorzystania seksualnego w Kościele w Polsce sprawują: Delegat KEP ds. ochrony dzieci i młodzieży oraz Koordynator KEP ds. ochrony dzieci i młodzieży.

### Struktury lokalne
Podstawę systemu ochrony małoletnich i pomocy pokrzywdzonym wykorzystaniem seksualnym w Kościele stanowią struktury lokalne. W każdej polskiej diecezji katolickiej oraz prowincji zakonnej zostały powołane do działania następujące funkcje:
- delegaci i delegatki ds. ochrony dzieci i młodzieży – upoważnieni przez biskupa lub przełożonego zakonnego do przyjmowania zgłoszeń o wykorzystaniu seksualnym małoletnich, uruchamiania stosownych działań wymaganych przez prawo kościelne i państwowe, a także pomoc osobom pokrzywdzonym w otrzymaniu wsparcia psychologicznego, prawnego i duszpasterskiego
- duszpasterze osób zranionych – których zadaniem jest objęcie pomocą duszpasterską i wsparciem duchowym osób skrzywdzonych wykorzystaniem seksualnym, ich bliskich oraz wspólnot dotkniętych zgorszeniem, a także współpraca w przygotowaniu Dnia modlitwy i solidarności z Osobami Skrzywdzonymi wykorzystaniem seksualnym, który przeżywany jest w Kościele w Polsce w pierwszy piątek Wielkiego postu (w latach 2017-2023 pod nazwą: Dzień modlitwy i pokuty za grzech wykorzystania seksualnego[6])
- kuratorzy – sprawują nadzór nad duchownym, który został oskarżony o wykorzystanie seksualne od momentu wniesienia oskarżenia aż do zakończenia procesu, pomoc mu w zrozumieniu i zachowaniu nałożonych na niego ograniczeń (np. suspensa), a po ewentualnym skazaniu pomagają mu w zmianie modelu życia, by już nigdy nikogo nie skrzywdził
- odpowiedzialni za prewencję – ich zadaniem jest opracowanie zasad i  organizowanie szkoleń służących temu, by podobne przestępstwa nigdy więcej się nie wydarzyły, a wszystkie środowiska odpowiedzialne za wychowanie i edukację dzieci i młodzieży były bezpieczne.

### Struktury ogólnopolskie
Ogólnopolskie struktury systemu ochrony dzieci i młodzieży przed wykorzystaniem seksualnym w Kościele w Polsce mają za zadaniem wsparcie i monitorowanie działającego w diecezjach i zakonach lokalnego systemu reagowania i prewencji, a także dbałość o jego rozwój. Struktury te stanowią:
- Delegat KEP ds. ochrony dzieci i młodzieży odpowiada za aspekt prawno-kanoniczny oraz organizacyjno-komunikacyjny systemu. Od marca 2019  jest nim abp Wojciech Polak
- Koordynator KEP ds. ochrony dzieci i młodzieży odpowiada za aspekt merytoryczny działania systemu. Od czerwca 2013  jest nim o. Adam Żak SJ
- Centrum Ochrony Dziecka – założone z inicjatywy o. Adama Żaka SJ w marcu 2014 - wspiera system ochrony małoletnich poprzez działania edukacyjne, koncepcyjne, naukowe i prewencyjne mające na celu tworzenie bezpiecznych środowisk dla dzieci i młodzieży
- Fundacja Świętego Józefa – powołana przez KEP w październiku 2019 – udziela pomocy osobom wykorzystanym seksualnie w środowisku Kościoła, zarówno bezpośrednio, jak i poprzez diecezjalne i zakonne struktury prewencji i pomocy pokrzywdzonym, których działania wspiera[7].

### Struktury wspierające
Ponad wymienione podstawowe struktury system prewencji wykorzystania seksualnego w Kościele katolickim w Polsce działa szereg innych instytucji i zespołów, które działają w zakresie reagowania, pomocy ofiarom i prewencji nadużyć seksualnych w środowisku kościelny. Znaczącą rolę odgrywa Instytut Statystyki Kościoła Katolickiego, który na zlecenie Konferencji Episkopatu Polski prowadzi badania statystyczne przypadków wykorzystania seksualnego w środowisku kościelnym  oraz powołany w marcu 2021 przez KEP Zespół roboczy do kontaktu z Państwową Komisją do spraw wyjaśniania przypadków czynności skierowanych przeciwko wolności seksualnej i obyczajności wobec małoletniego poniżej 15 lat.